# 219 до н. е.

## Події
- 219 — Консули Луцій Емілій Павло (патрицій) і Марк Лівій Салинатор (плебей). Посли Публій Валерій Флакк і Квінт Бебій Тамфіл.
- 219 — Переможна війна римлян з Іллірією. Тріумф Луція Емілія Павла.
- 219 — Ганнібал завершує завоювання територій між Тахо та Ібером.
- 219 — Ганнібал спробував викликати Сагунт (Заканту), союзний з Римом, на конфлікт. Сагунт поскаржився в Рим, римляни вислали комісарів. Комісари повідомили в Рим, що війна неминуча, і там почали до неї готуватися. Ганнібал осаджує Сагунт і бере його після наполегливої 8-місячної облоги.
- 219 — Ефори обрали нових царів. Лікург дав всім ефорам по таланту і був оголошений нащадком Геракла.
- 219—215 — правитель Спарти з роду Агідів Агесиполід III, онук Клеомброта II. Опікуном його був його дядько Клеомен, син Клеомброта II.
- 219—212 — правитель Спарти з роду Евріпонтідов Лікург (II).
- 219 — Важке становище Ахейського союзу. Філіп через Фессалію вступив в Епір, з'єднався з епіротами, взяв Амбракію і етолійські Фойтії і спустошив Етолію. Дардани стягують війська для нападу на Македонію. Філіп повернувся в Македонію. Етолійці напали на епіротів і влаштувала в Епірі страшні плюндрування, було спалене Додонське святилище. Початок зими — Філіп через Месалію, Евбею, Беотію і Мегариду увійшов на Пелопоннес і на перевалі Апелавра розгромив елейців.
- 219 — Птолемей поїхав у Каноб. Клеомену вдалося напоїти вартових і разом зі спартанцями вирватися з ув'язнення. Але в Олександрії ніхто не приєднався до них. Тоді спартанці і Клеомен пронизали себе мечами.
- 219—217 — Четверта Сирійська війна.
- 219 — Весна — Антіох стягнув війська в Апамею і виступив проти єгиптян. Антіох підступив до Селевкії, місто капітулювало. Єгипетський намісник Сирії Феодот зраджує Птолемею і передає Антіоху Тир, Птолемаїду і Герри. Антіох захоплює багато міст в Келесирії. Військо Антіоха просувається до кордонів Єгипту. Ставленик Птолемея Сосибій починає з Антіохом мирні переговори, які велися 4 місяці, а за цей час організовує македонсько-єгипетську армію.
- Засновано місто Кремона.

## Померли
- філософ-епікуреєць Полістрат